# アナザー・ウェイ・トゥ・ダイ
「アナザー・ウェイ・トゥ・ダイ」（Another Way to Die）は、アメリカ合衆国のロックミュージシャンのジャック・ホワイトと、R&B/ソウルシンガーのアリシア・キーズによるデュエット曲である。2008年の映画『007 慰めの報酬』のメインテーマで、ホワイトは作詞・ヴォーカル・ギター・ドラム・プロデュースも担当した。『アズ・アイ・アム: ザ・スーパー・エディション』にも収録されている。

## 概要
ボンド映画のメインテーマ初のデュエット曲。ミュージック・ビデオの監督はP・R・ブラウンが務め、第51回グラミー賞ではショート・フォーム・ミュージック・ビデオ賞にノミネートされた。また、第14回クリティクス・チョイス・アワードでは歌曲賞にノミネートされている。さらに第13回サテライト賞の歌曲賞は受賞も果たしている。
このシングルは6000枚限定の7"シングルが、アメリカでは2008年9月30日にホワイトのレーベルであるサード・マン・レコーズから、イギリスでは2008年10月28日にXLレコーディングスから発売された。また2008年11月7日にゲーム作品『Guitar Hero World Tour』用の曲がダウンロード配信された。インストゥルメンタルバージョン版は、映画の宣伝のために使われたコカ・コーラ ゼロのCMで流された。
曲の最初の約2分は、2008年9月13日にスペインのラジオ3の番組『Siglo 21』で流された。2008年9月18日、イギリスのBBCラジオ1の『The Jo Whiley Show』で初公開された。『Newsbeat』では、リスナーの感想メールが紹介された。2008年10月3日、チャンネル4でミュージック・ビデオが初公開された。
ホワイトは作詞、プロデュース、ギター、ドラム、ピアノに加え、キースと共にヴォーカルを務めており、ボンド映画史上初のデュエット曲となっている。ミュージック・ビデオの撮影は2008年9月6日にトロントで行われた。その際、キースは自身の出演映画『リリィ、はちみつ色の秘密』、ホワイトはドキュメンタリー映画『ゲット・ラウド　ジ・エッジ、ジミー・ペイジ、ジャック・ホワイト×ライフ×ギター』のプロモーションをトロント国際映画祭で行っていた。

## トラックリスト
- CD および 7" single

1. "Another Way to Die" – 4:23
2. "Another Way to Die" (Instrumental) – 4:23

## スタッフ
レコードのスリーブには以下の面々がクレジットされている。
| - アリシア・キーズ – ヴォーカル - ジャック・ホワイト – ヴォーカル、ドラム、ギター、プロデューサー、ミキシング - ジャック・ローレンス – バリトン・ギター、ベースギター - Laura Matula – ピアノ - ウェイン・ジャクソン– ホルン - Jack Hale – ホルン - Tom McGinley – ホルン - Lindsay Smith-Trostle – チェロ - Lyndsay Pruett – ヴァイオリン、5弦ヴァイオリン | - Michael Rinne – コントラバス - Vance Powell – エンジニア - Mark Petaccia – アシスタントエンジニア - Nathan Yarboro – アシスタントエンジニア - Josh Smith – アシスタントエンジニア - Vlado Meller – マスタリング - The Third Man – デザイン - Rob Jones – デザイン |  |

## チャートと認定
| チャート（2008/2009年）          | 最高 順位 |
| -------------------------------- | --------- |
| ARIAチャート                     | 29        |
| Austrian Singles Chart           | 2         |
| Belgian Singles Chart (Flanders) | 10        |
| Belgian Singles Chart (Wallonia) | 20        |
| Canadian Hot 100                 | 15        |
| Czech Airplay Chart              | 65        |
| Danish Singles Chart             | 7         |
| European Hot 100 Singles         | 12        |
| Finnish Singles Chart            | 1         |
| French Singles Chart             | 98        |
| German Singles Chart             | 8         |
| Irish Singles Chart              | 12        |
| Japan Hot 100                    | 39        |
| Norwegian Singles Chart          | 4         |
| Slovak Airplay Chart             | 80        |
| Swedish Singles Chart            | 15        |
| Swiss Singles Chart              | 4         |
| 全英シングルチャート             | 9         |
| U.S. Billboard Hot 100           | 81        |

| チャート（2008年）     | 順位 |
| ---------------------- | ---- |
| Austrian Singles Chart | 57   |
| German Singles Chart   | 78   |
| Swiss Singles Chart    | 42   |
| U.K Singles Chart      | 83   |

| 国   | 認定     |
| ---- | -------- |
| IFPI | ゴールド |

| 先代 "Dead by X-mas" by Big Daddy & Rockin' Combo | フィンランド・シングルチャート 1位シングル 2008年11月12日 | 次代 "Kuka mä oon" by Oliver |